# فورانو اسکای ریزورت
فورانو اسکای ریزورت (به لاتین: Furano Ski Resort) یک پیست اسکی در ژاپن است که در فورانو، هوکایدو واقع شده‌است.